# Divórcio (filme)
Divórcio é um filme brasileiro de 2017 do gênero comédia. Dirigido por Pedro Amorim, é estrelado por Camila Morgado e Murilo Benício, como um casal em processo de separação que disputam as divisões de bens. A produção foi distribuída no Brasil pela Warner Bros. Pictures. Foi premiado pela Academia Brasileira de Cinema com o Grande Otelo de melhor longa-metragem de comédia em 2018.

## Sinopse
Noeli (Camila Morgado) e Juno (Murilo Benício) são casados e levam uma vida humilde em Ribeirão Preto. Após o molho de tomate "Juno", criado pelo casal, se torna um sucesso, o casal enriquece. Após um tempo, a rotina faz com que o casal se distancie e apareçam divergências no matrimônio, e eles se separam. Para defender o patrimônio, cada um tenta achar o melhor advogado para si, o que faz com que o processo de divórcio seja cheio de confusões.

## Elenco
- Murilo Benício como Juno
- Camila Morgado como Noeli
- Lu Grimaldi como Dirce
- Thelmo Fernandes como Milton
- Luciana Paes como Sofia
- Ângela Dip como Priscila Kadisci
- André Mattos como Dr. Lobão
- Robson Nunes como Pardalzinho
- Antônio Petrin como Leon
- Rachel Ripani como Nivea
- Paulinho Serra como Chicão
- Gustavo Vaz como Catanduva
- Carol Severian como Laura
- Vinicius Henuns como Diogo
- Sabrina Sato como ela mesma

## Produção
O filme foi produzido pela Filmland Internacional e teve distribuição da Warner Bros. Pictures, a qual também coprodutora do filme.
As filmagens do longa ocorreram na cidade de Ribeirão Preto, interior de São Paulo. As cenas foram gravados tanto no perímetro urbano, como em uma plantação de tomantes na área rural do município. Moradores locais trabalharam na equipe, elenco e figuração do filme.

## Lançamento
A pré-estreia do filme ocorreu em Ribeirão Preto, em setembro de 2017. No cinema UCI do RibeirãoShopping ocorreu uma coletiva de imprensa e um evento para 1000 pessoas, incluindo a equipe e convidados.

## Recepção
Divórico teve uma recepção positiva da crítica especializada. Kadu Silva, do site Ccine10 avaliou o filme com 4/5 estrelas: "O roteiro [...] é extremamente clichê, previsível e o pior subestima a inteligente do público se tornando autoexplicativo em diversos momentos, no entanto, ele supera tudo isso com um texto inteligente e muito engraçado."
Da Folha de S.Paulo, Chico Felitti disse: "Benício se sai muito bem no papel de pamonha, um nicho em que ele vem se especializando também na TV. Faz rir de raiva. Já Morgado arrisca se despir da aura de elegância que envolveu a maioria dos papéis da sua carreira."
Marcelo Müller, do site Papo de Cienema, deu ao filme 4 estrelas de 5: "Valendo-se de personagens carismáticos e de uma preocupação evidente em transcender as esferas mais epidérmicas da comédia, Pedro Amorim cria um filme com os dois pés da realidade, embora a manipule exatamente com fins pitorescos."
Já Daniel Schenker, do O Globo, avaliou o filme com 3/5 estrelas: "Divórcio desponta como um trabalho repleto de qualidades, prejudicado apenas pela previsibilidade no desenvolvimento da situação principal. O elenco se mostra afiado, com Morgado e Benício investindo em composições (sotaque, maneira de rir) para seus personagens."
Miguel Barbieri Jr., em sua crítica para a Veja, deu ao filme apenas 2 estrelas de 5 "Divórcio [...] apela para clichês do cinema americano para a plateia cair na risada. Acerta mais, porém, no retrato (por vezes muito estereotipado) do universo “country” paulista, pouco explorado nas telas."
Prêmios e indicações
Grande Prêmio do Cinema Brasileiro - 2018
- Melhor Longa-metragem de Comédia - Pedro Amorim (venceu)